# Tyson Griffin
Tyson Lee Griffin, född 20 april 1984, är en amerikansk före detta MMA-utövare som bland annat tävlade i organisationen Ultimate Fighting Championship.